# Saint-Alpinien
Saint-Alpinien är en kommun i departementet Creuse i regionen Nouvelle-Aquitaine i de centrala delarna av Frankrike. Kommunen ligger i kantonen Aubusson som tillhör arrondissementet Aubusson. År 2022 hade Saint-Alpinien 290 invånare.

## Befolkningsutveckling
Antalet invånare i kommunen Saint-Alpinien
Referens:INSEE